# Robert Cholmondeley (1er vicomte Cholmondeley)
Robert Cholmondeley, 1er vicomte Cholmondeley (décédé le 22 mai 1681) est un pair anglais. 

## Biographie
Il est le fils de Hugh Cholmondeley et Mary Bodvile. Hugh Cholmondeley de Cholmondeley est son grand-père et Robert Cholmondeley, 1er comte de Leinster, son oncle. Il hérite de son oncle Lord Leinster en 1659 et deux ans plus tard, il est élevé à la Pairie d'Irlande en tant que vicomte Cholmondeley de Kells dans le comté de Meath. Il épouse Elizabeth Cradock, fille de George Cradock de Caverswall Castle. Il meurt en mai 1681. Son fils aîné Hugh, qui est nommé comte de Cholmondeley en 1706, lui succède à la vicomté. Son deuxième fils, George, devient un soldat de premier plan. 